# Rucăr (okręg Braszów)
Rucăr – wieś w Rumunii, w okręgu Braszów, w gminie Viștea. W 2011 roku liczyła 360 mieszkańców.